# Michel Laurent
Michel Laurent (født 10. august 1953 i Bourbon-Lancy) er en tidligere fransk professionel landevejscykelrytter.